# El festín de Bricriu
Fled Bricrenn  ("El festín de Bricriu" en irlandés antiguo) es una historia del Ciclo del Úlster de la mitología irlandesa. Bricriu, un liante empedernido, invita a los nobles de los Ulaid a un banquete en su nuevo bruiden (albergue, salón de banquetes) en Dún Rudraige (Dundrum, Condado de Down), donde incita a tres héroes, Cúchulainn, Conall Cernach y Lóegaire Búadach, a que compitan por la "porción del campeón " de la fiesta. Los tres héroes realizan varias hazañas, y viajan a Connacht para ser juzgados por Ailill y Medb, y a Munster para ser juzgados por Cú Roí. En cada ocasión Cúchulainn se proclama campeón, pero los otros dos se niegan a aceptarlo. Finalmente, de vuelta en Emain Macha, los tres héroes son desafiados por un gigante a que le corten la cabeza, con la condición de que luego él les cortará la cabeza a ellos. Primero Lóegaire y luego Conall aceptan el desafío y le cortan la cabeza al gigante, pero este la recoge y regresa la noche siguiente, sin que pueda encontrarlos. Solo Cúchulainn cumple con su parte del trato. El gigante le perdona la vida y se revela que es Cú Roí disfrazado, proclamando que la valentía y el honor de Cúchulainn lo convierten en campeón indiscutible.
La historia data del siglo VIII y aparece en varios manuscritos, incluido el Lebor na hUidre (c. 1106). El tema de los guerreros compitiendo por la porción del campeón aparece en otro cuento del Ciclo del Úlster, Scéla Mucce Maic Dathó ("El cuento del cerdo de Mac Dathó"), y recuerda las descripciones de las costumbres de los celtas de Europa continental registradas por autores clásicos. . El desafío de la decapitación también tiene paralelos clásicos, y aparece en obras literarias medievales posteriores como Sir Gawain y el Caballero Verde .
Fled Bricrenn no debe confundirse con Fled Bricrenn ocus Loinges mac nDuíl Dermait ("La fiesta de Bricriu y el exilio de los hijos de Dóel Dermait"), otro cuento del mismo ciclo que presenta a Bricriu y una prestigiosa porción de comida (aírigida).